# Fronta za vítězství
Fronta za vítězství (španělsky: Frente para la Victoria) je argentinská volební platforma, která vznikla v roce 2003 v souvislosti s prezidentskou kandidaturou Néstora Kirchnera v době hluboké hospodářské a sociální krize v letech 1999–2003. Fronta za vítězství je oficiálně součástí respektive politickou frakcí Justicialistické strany Argentiny a ideologicky se řadí do středolevého politického spektra, blízkého sociální demokracii. Od roku 2003 do roku 2010 byl jejím lídrem Néstor Kirchner, jenž byl až do roku 2009 také předsedou Justicialistické strany. V roce 2011 Fronta za vítězství znovu kandidovala dosavadní prezidentku Cristinu Fernándezovou na úřad prezidenta. V říjnu 2011 byla Fernándezová znovuzvolena s výsledkem 53,94 %.

## Politický program
Politický program FZV je postaven na několika pilířích: stát, politika, hospodářství, společnost a svět.Podle tohoto pojetí je stát viděn jako arbiter sociálních vztahů. V rámci svých politik Fronta slibuje reformu státu, obnovení právního řádu, boj s korupcí a s kriminalitou, ochranu spotřebitelů a sociální tarify v oblasti základních služeb (jako je elektřina, plyn nebo voda). Politiku Fronta definuje jako systém rozhodnutí a nástroj k sociální změně, která je v jejím pojetí postavena na široké podpoře elektorátu v politickém rozhodování včetně volební reformy. V hospodářské oblasti FZV hovoří o neokeynesianském pojetí veřejných programů rozvoje, které by zajistilo zaměstnanost, dále obranu argentinských pracujících, rekonstrukci daňové pyramidy a bankovního systému země. Společnost je podle platformy "objektem státu,politiky a hospodářství" a v rámci svého programu Fronta slibuje strategii, která povede ke zlepšení potravinové, pracovní, vzdělávací a hygienické oblasti a zlepšení bezpečnosti. Dále také zlepšení zdravotnictví a sociálních služeb bez ohledu na společenské třídy. V oblasti zahraniční politiky staví na multilaterální a bilaterální spolupráci v rámci i mimo Mercosur.

## Volební výsledky a postavení FZV v argentinské politice 2003–2010
V prezidentských volbách vyhlášených prozatímním prezidentem Eduardo Duhaldem po hluboké politické krizi na konci roku 2001 na duben 2003, zvítězil kandidát FZV Néstor Kirchner, který doposud zastával funkci guvernéra patagonské provincie Santa Cruz za Justicialistickou stranu. Pro Kirchnera hlasovalo celkem 22,24 % voličů. Z druhého kola, které se konalo 18. května 2003, odstoupil Kirchnerův hlavní oponent Carlos Menem, přestože v prvním kole vedl o 2 %.
Ve volbách do horní komory parlamentu Senátu pořádaných 23. října 2005 získala FZV 11 křesel a celkem 42,7 % všech odevzdaných hlasů. V dolní komoře parlamentu Poslanecké sněmovně získala pak celkem 45 křesel a 29,7 % všech odevzdaných hlasů.
V prezidentských volbách 28. října 2007 zvítězila kandidátka FZV Cristina Fernández de Kirchner se ziskem 45,3 % všech hlasů, oproti kandidátům Občanské koalice (Coalición Civica) s 23,0 %. Ve volbách do horní komory parlamentu Senátu konaných rovněž 28. října 2007 získala FZV celkem 7 křesel (ze 24 volených) a 20,8 % všech hlasů.
V posledních volbách 2009 do argentinského parlamentu utrpěla FZV porážku. Z 123 křesel získala 14 a z 24 křesel v Senátu jen 8. Ve volbách do dolní komory potom 78 míst (ze 130 volených). Celkově tak FZV ztratila 19 křesel v poslanecké sněmovně a 4 křesla v Senátu (celkově o 12,23 % méně).